# Imaginary Flying Machines
Imaginary Flying Machines (яп. 空想の空飛ぶ機械達 Kūsō no Sora Tobu Kikaitachi, Вымышленные летающие машины) — короткометражный аниме-фильм режиссёра Хаяо Миядзаки. Выпущен студией «Гибли» в 2002 году для эксклюзивного показа в музее Гибли. Фильм посвящён любимой теме Миядзаки — самолётам. В музее студии Гибли показывался под названием «Небесный замок и воображаемые фантастические машины» (англ. Castle in the Sky and Imaginary Science Fiction Machines). Повествование ведётся от лица Хаяо Миядзаки, представленного в фильме в виде человекоподобной свиньи, напоминающий Порко из фильма «Порко Россо».
Фильм можно увидеть в развлекательной системе на самолётах компании Japan Airlines.